# NGC 4922
NGC 4922 في الفهرس العام الجديد، هي مجرة، تقع في كوكبة الهلبة. اكتشفت في 19 أبريل 1865 بواسطة هاينريش لويس دريست.

## روابط خارجية
- NGC 4922 على موقع ويكي سكاي: DSS2, SDSS, GALEX, IRAS, Hydrogen α, X-Ray, Astrophoto, Sky Map, Articles and images